# Coroa imperial do México

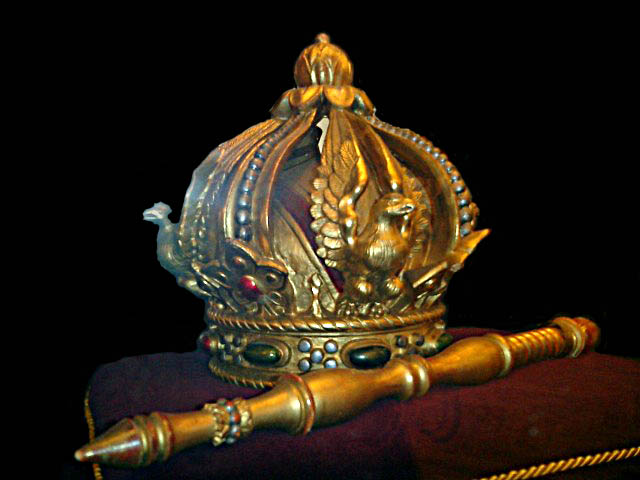
A réplica da coroa do México.

A coroa imperial do México foi a coroa de imperador Maximiliano I do Segundo Império Mexicano, que reinou a partir de 1864 a 1867.
A coroa original foi destruída pelos revolucionários, mas uma cópia ainda é visível para o público.